# Droga wojewódzka 910
Die Droga wojewódzka 910 (DW 910) ist eine sieben Kilometer lange Droga wojewódzka (Woiwodschaftsstraße) in der polnischen Woiwodschaft Schlesien, die Będzin mit Dąbrowa Górnicza verbindet. Die Strecke liegt im Powiat Będziński und in der Kreisfreien Stadt Dąbrowa Górnicza.

## Streckenverlauf
Woiwodschaft Schlesien, Powiat Będziński
-  Będzin (Bendzin/Bendsburg/Bandin) (DK 86, DK 94, DW 913)

Woiwodschaft Schlesien, Kreisfreie Stadt Dąbrowa Górnicza
-  Dąbrowa Górnicza (Dombrowa) (S 1, DK 1, DK 94, DW 790, DW 796)